# Aerocable
Aerocable fue una empresa pagada del Grupo TV Cable (actualmente Xtrim) que se ofrecía de forma inalámbrica por medio de frecuencias de UHF para zonas donde no existe cobertura del sistema cableado.
El servicio se ofrecía únicamente en las ciudades de Guayaquil y Quito, y de forma analógica.
Su paquete de canales era muy limitado y de alto costo, requería un mantenimiento continuo por parte del soporte técnico de la compañía, y nunca se hicieron actualizaciones en el sistema ni en sus equipos, por lo cual nunca llegó a ser cambiado al sistema digital.
Su cuota en el mercado cada vez iba siendo menor, ya que donde tenía cobertura llegaban otros servicios DTH como DirecTV, Claro TV y Univisa, que tienen disponibilidad del sistema digital.

## Cambio a televisión satelital
En julio de 2013 se anunciaba que Grupo TVCable firmó un contrato con la operadora de DTH chilena TuVes HD para proveer el servicio de televisión satelital al territorio ecuatoriano, siendo este sistema quien sustituiría al hasta en ese entonces Aerocable.
El paquete básico partió de los $15 dólares mensuales, actualmente con precios desde 80 centavos diarios.